# Westbrook (Connecticut)
Westbrook – miasto w Stanach Zjednoczonych, w stanie Connecticut, w hrabstwie Middlesex.